# Амалия Саксонская (1436—1501)
Амалия Саксонская (4 апреля 1436 — 19 ноября 1501) — герцогиня Ландсхут-Баварская в браке с Людвигом IX Богатым.

## Биография
Амалия родилась в Мейсене и была старшей из детей курфюрста Саксонии Фридриха II (1412—1464) и Маргариты Австрийской (ок.1416—1486), дочери герцога Эрнеста Австрийского.
Амалия вышла замуж 21 марта 1452 года в Ландсхуте за герцога Людвига IX Богатого (1417—1479). Как и свадьба сына позже, этот брак был отмечен пышным празднеством. Было приглашено 22 тысячи гостей.
У супругов четверо детей:
- Елизавета (1452—1457)
- Георг Баварский (1455—1503)
- Маргарита Баварская (1456—1501)
- Анна (1462—1462)

В 1463 году Амалия получила от мужа замок Бургхаузен в качестве резиденции. Он также предписал соблюдать строгую дисциплину при дворе. Амалия является одним из основателей церкви Святого Духа в Бургхаузене.
После смерти мужа Амалия покинула Баварию, получая на свои нужды 800 рейнских флоринов в год от своего сына. Амалия приобрела у своих братьев замок Рохлиц и относящийся к нему амт, где жила, окружённая большим двором. Старый средневековый замок при этом был превращён в современную резиденцию. Также по её желанию замковая часовня была перестроена в стиле высокой готики для размещения ценной коллекции реликвий и заново расписана на "баварский" манер; кроме того, заново была возведена городская церковь Святого Петра. Город Рохлиц переживал расцвет во время её правления.
Герцогиня умерла в Рохлице в 1501 году и была похоронена в Мейсенском соборе.